# 费德里
费德里（法語：Fédry，法語發音：[fedʁi]）是法国上索恩省的一个市镇，属于沃苏勒区。

## 地理
费德里（47°36'59"N, 5°52'41"E）面积8.76 平方千米，位于法国勃艮第-弗朗什-孔泰大區上索恩省，该省份为法国东部内陆省份，北起顺时针与孚日省、贝尔福地区省、杜省、汝拉省、科多尔省和上马恩省接壤。
与费德里接壤的市镇（或旧市镇、城区）包括：尚特、格朗德库尔、苏万-屈布里-沙朗特奈、瓦讷。

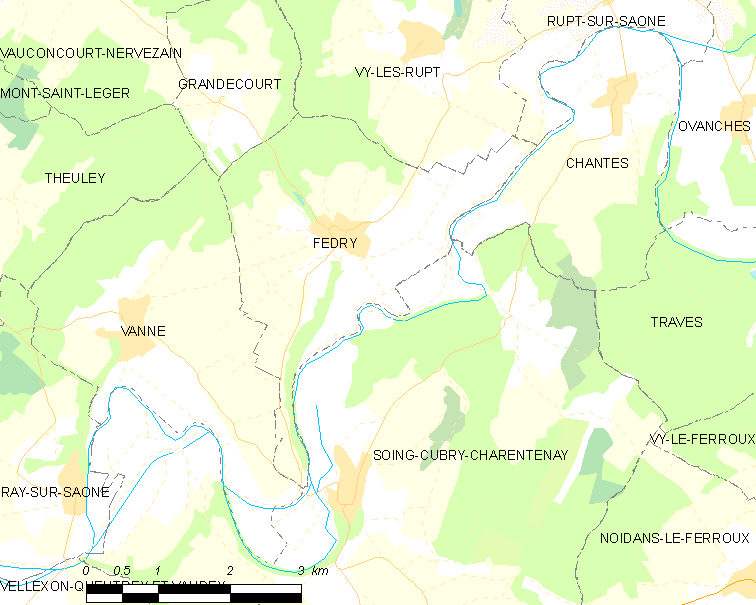
费德里的OSM定位图

费德里的时区为UTC+01:00、UTC+02:00（夏令时）。

## 行政
费德里的邮政编码为70120，INSEE市镇编码为70230。

## 政治
费德里所属的省级选区为萨隆河畔当皮埃尔县。

## 人口

1962-2008年间费德里人口变化图示

费德里于2022年1月1日时的人口数量为94人。